# Lista de países por PIB nominal per capita 2005/2011
Esta é uma lista de países por PIB nominal per capita 2005/2011, segundo fontes do Banco Mundial. Todos os valores apresentados estão em dólar americano. (GNI per capita, Atlas method (current US$)
| ISO 3166-3 País                       | 2005    | 2006    | 2007    | 2008    | 2009    | 2010   | 2011     |
| ------------------------------------- | ------- | ------- | ------- | ------- | ------- | ------ | -------- |
| NOR - Noruega                         | $62490  | $68900  | $76990  | $85560  | $85760  | $86390 | $88890   |
| QAT - Catar                           | $0      | $0      | $62050  | $72540  | $69750  | $73060 | $80440   |
| LUX - Luxemburgo                      | $69300  | $67160  | $79710  | $82160  | $71920  | $76820 | $78130   |
| CHE - Suíça                           | $56870  | $58300  | $57020  | $57090  | $65040  | $71590 | $76380   |
| DOM - República Dominicana            | $48590  | $52250  | $54700  | $59040  | $58330  | $59410 | $60390   |
| SWE - Suécia                          | $42920  | $45680  | $48900  | $52390  | $48820  | $50580 | $53230   |
| NLD - Países Baixos                   | $39880  | $43390  | $46310  | $48820  | $48530  | $48920 | $49730   |
| USA - Estados Unidos                  | $44670  | $46280  | $46910  | $47890  | $46080  | $47350 | $48450   |
| FIN - Finlândia                       | $38550  | $41130  | $44200  | $48010  | $46620  | $47460 | $48420   |
| AUT - Áustria                         | $37210  | $39640  | $42500  | $46790  | $46630  | $46920 | $48300   |
| BEL - Bélgica                         | $36610  | $38850  | $41450  | $45180  | $44700  | $45780 | $46160   |
| CAN - Canadá                          | $33110  | $36910  | $40320  | $43460  | $41890  | $43250 | $45560   |
| JPN - Japão                           | $39140  | $38600  | $37650  | $37840  | $37580  | $42050 | $45180   |
| DEU - Alemanha                        | $34780  | $37210  | $39440  | $42520  | $42400  | $42970 | $43980   |
| SGP - Singapura                       | $27240  | $30620  | $33760  | $35750  | $36030  | $39410 | $42930   |
| FRA - França                          | $34850  | $36760  | $38900  | $41940  | $42380  | $42190 | $42420   |
| ARE - Emirados Árabes Unidos          | $42280  | $44780  | $45210  | $45630  | $41940  | $39640 | $40760   |
| IRL - Irlanda                         | $42380  | $46280  | $49210  | $50230  | $44870  | $41720 | $38580   |
| GBR - Reino Unido                     | $38850  | $41040  | $44310  | $45460  | $40970  | $38140 | $37780   |
| ITA - Itália                          | $30880  | $32560  | $34030  | $35760  | $35570  | $35530 | $35330   |
| HKG - Hong Kong                       | $28150  | $29520  | $31220  | $32950  | $31410  | $32780 | $35160   |
| ISL - Islândia                        | $49620  | $52400  | $58780  | $46920  | $39140  | $33890 | $35020   |
| ESP - Espanha                         | $25450  | $27490  | $29400  | $31850  | $32020  | $31460 | $30990   |
| ISR - Israel                          | $20180  | $21000  | $22460  | $24610  | $25510  | $27270 | $28930   |
| GRC - Grécia                          | $21400  | $23290  | $24900  | $27030  | $28020  | $26890 | $25030   |
| SVN - Eslovênia                       | $18070  | $19570  | $21520  | $24210  | $23750  | $23910 | $23610   |
| PRT - Portugal                        | $18060  | $18720  | $19970  | $21550  | $21750  | $21830 | $21250   |
| KOR - Coreia do Sul                   | $16900  | $18920  | $21140  | $21430  | $19650  | $19720 | $20870   |
| CZE - Chéquia                         | $11890  | $13440  | $14910  | $17840  | $17860  | $18490 | $18520   |
| SAU - Arábia Saudita                  | $12230  | $13630  | $14790  | $16790  | $16250  | $16610 | $17820   |
| SVK - Eslováquia                      | $11040  | $12550  | $14410  | $15900  | $15820  | $16030 | $16070   |
| EST - Estónia                         | $9730   | $11420  | $13380  | $15030  | $14360  | $14180 | $15200   |
| TTO - Trinidad e Tobago               | $11160  | $13010  | $14890  | $17350  | $16370  | $15840 | $15040   |
| GNQ - Guiné Equatorial                | $5220   | $6940   | $9690   | $14410  | $16710  | $13720 | $14540   |
| HRV - Croácia                         | $9690   | $10800  | $12140  | $13750  | $13810  | $13890 | $13850   |
| HUN - Hungria                         | $10220  | $11040  | $11510  | $12890  | $12980  | $12860 | $12730   |
| POL - Polónia                         | $7270   | $8340   | $9800   | $11870  | $12190  | $12450 | $12480   |
| KNA - São Cristóvão e Neves           | $10130  | $10940  | $11360  | $13080  | $12990  | $12360 | $12480   |
| LVA - Letônia                         | $6810   | $8120   | $10100  | $12020  | $12390  | $11850 | $12350   |
| CHL - Chile                           | $5970   | $7150   | $8650   | $10050  | $9970   | $10750 | $12280   |
| LTU - Lituânia                        | $7380   | $8520   | $10080  | $12000  | $11700  | $11620 | $12280   |
| ATG - Antígua e Barbuda               | $12000  | $13440  | $12940  | $14060  | $13500  | $12450 | $12060   |
| VEN - Venezuela                       | $4950   | $6090   | $7570   | $9290   | $10230  | $11660 | $11920   |
| URY - Uruguai                         | $4740   | $5410   | $6400   | $7720   | $8640   | $10290 | $11860   |
| SYC - Seicheles                       | $9820   | $11150  | $12240  | $11300  | $10390  | $10460 | $11130   |
| BRA - Brasil                          | $3960   | $4800   | $6110   | $7490   | $8150   | $9540  | $10720   |
| TUR - Turquia                         | $6480   | $7470   | $8440   | $9260   | $9060   | $9890  | $10410   |
| RUS - Rússia                          | $4460   | $5820   | $7590   | $9710   | $9290   | $9880  | $10400   |
| ARG - Argentina                       | $4480   | $5170   | $6050   | $7190   | $7580   | $8620  | $9740    |
| MEX - México                          | $7820   | $8450   | $9080   | $9640   | $8670   | $8930  | $9240    |
| LBN - Líbano                          | $5710   | $5710   | $6240   | $7040   | $7870   | $8750  | $9110    |
| MYS - Malásia                         | $5110   | $5610   | $6310   | $7170   | $7230   | $7760  | $8420    |
| MUS - Ilhas Maurícias                 | $5360   | $5540   | $6050   | $6830   | $7260   | $7780  | $8240    |
| KAZ - Cazaquistão                     | $2950   | $3860   | $4980   | $6150   | $6780   | $7500  | $8220    |
| GAB - Gabão                           | $5110   | $5480   | $6470   | $7500   | $7620   | $7680  | $7980    |
| PAN - Panamá                          | $4640   | $4940   | $5550   | $6230   | $6540   | $7010  | $7910    |
| ROU - Roménia                         | $3920   | $4870   | $6430   | $8290   | $8320   | $7850  | $7910    |
| CRI - Costa Rica                      | $4680   | $5060   | $5560   | $6070   | $6200   | $6860  | $7660    |
| BWA - Botswana                        | $5070   | $5600   | $5950   | $6450   | $6270   | $6750  | $7480    |
| PLW - Palau                           | $7770   | $7970   | $8270   | $6700   | $6230   | $6560  | $7250    |
| GRD - Granada                         | $6570   | $6610   | $7020   | $7410   | $6910   | $7010  | $7220    |
| DNK - Dinamarca                       | $5210   | $5700   | $5920   | $6620   | $6830   | $6900  | $7090    |
| MNE - Montenegro                      | $3580   | $4230   | $5130   | $6380   | $6580   | $6740  | $7060    |
| ZAF - África do Sul                   | $4850   | $5480   | $5760   | $5850   | $5730   | $6090  | $6960    |
| LCA - Santa Lúcia                     | $5130   | $5610   | $5740   | $6260   | $5630   | $6200  | $6680    |
| BGR - Bulgária                        | $3640   | $4080   | $4530   | $5700   | $6080   | $6320  | $6550    |
| MDV - Maldivas                        | $3370   | $4070   | $4630   | $5600   | $5660   | $6150  | $6530    |
| COL - Colômbia                        | $2940   | $3440   | $4070   | $4650   | $5060   | $5520  | $6110    |
| VCT - São Vicente e Granadinas        | $4980   | $5520   | $5910   | $6130   | $6220   | $6030  | $6100    |
| BLR - Bielorrússia                    | $2780   | $3470   | $4250   | $5430   | $5590   | $5990  | $5830    |
| SRB - Sérvia                          | $3430   | $3760   | $4360   | $5360   | $5740   | $5630  | $5680    |
| PER - Peru                            | $2710   | $3130   | $3590   | $4120   | $4280   | $4900  | $5500    |
| AZE - Azerbaijão                      | $1270   | $1890   | $2710   | $3870   | $4800   | $5380  | $5290    |
| DZA - Argélia                         | $2900   | $3460   | $4150   | $4470   | $4690   | $5020  | $5240    |
| TUV - Tuvalu                          | $3780   | $4020   | $4700   | $5000   | $5260   | $4600  | $5010    |
| JAM - Jamaica                         | $3920   | $4290   | $4540   | $4740   | $4610   | $4700  | $4980    |
| CHN - China                           | $1740   | $2040   | $2480   | $3040   | $3620   | $4240  | $4940    |
| BIH - Bósnia e Herzegovina            | $3020   | $3350   | $3820   | $4560   | $4760   | $4740  | $4780    |
| MKD - Macedônia do Norte              | $2900   | $3210   | $3470   | $4230   | $4540   | $4600  | $4730    |
| NAM - Namíbia                         | $3300   | $3760   | $3970   | $4080   | $4060   | $4250  | $4700    |
| DJI - Djibuti                         | $2720   | $3120   | $3620   | $4260   | $4470   | $4390  | $4470    |
| THA - Tailândia                       | $2560   | $2830   | $3200   | $3640   | $3720   | $4150  | $4420    |
| JOR - Jordânia                        | $2490   | $2720   | $3030   | $3530   | $3900   | $4140  | $4380    |
| ECU - Equador                         | $2620   | $2840   | $3030   | $3540   | $3630   | $3850  | $4140    |
| TKM - Turquemenistão                  | $1650   | $1900   | $2270   | $3030   | $3460   | $3790  | $4110    |
| TUN - Tunísia                         | $3200   | $3370   | $3560   | $3900   | $4100   | $4140  | $4070    |
| AGO - Angola                          | $1270   | $1780   | $2590   | $3330   | $3880   | $3960  | $4060    |
| ALB - Albânia                         | $2580   | $2970   | $3310   | $3820   | $3970   | $3970  | $3980    |
| MHL - Ilhas Marshall                  | $3560   | $3610   | $3730   | $3720   | $3640   | $3640  | $3910    |
| BLZ - Belize                          | $3580   | $3650   | $3570   | $3730   | $3820   | $3640  | $3690    |
| FJI - Fiji                            | $3590   | $3620   | $3820   | $4030   | $3890   | $3610  | $3680    |
| TON - Tonga                           | $2470   | $2750   | $2930   | $3290   | $3300   | $3340  | $3580    |
| CPV - Cabo Verde                      | $2080   | $2280   | $2570   | $2910   | $3180   | $3280  | $3540    |
| KOS - Kosovo                          | $0      | $2550   | $2750   | $3090   | $3250   | $3340  | $3520    |
| SLV - El Salvador                     | $2820   | $2990   | $3190   | $3390   | $3310   | $3370  | $3480    |
| ARM - Armênia                         | $1470   | $1920   | $2570   | $3340   | $3050   | $3200  | $3360    |
| SWZ - Essuatíni                       | $2600   | $2810   | $3030   | $3100   | $2880   | $2930  | $3300    |
| WSM - Samoa                           | $2090   | $2260   | $2570   | $2770   | $2870   | $3030  | $3190    |
| UKR - Ucrânia                         | $1540   | $1950   | $2570   | $3220   | $2840   | $2990  | $3120    |
| MAR - Marrocos                        | $1960   | $2130   | $2240   | $2540   | $2770   | $2850  | $2970    |
| PRY - Paraguai                        | $1220   | $1400   | $1660   | $2130   | $2240   | $2730  | $2970    |
| IDN - Indonésia                       | $1220   | $1370   | $1600   | $1950   | $2160   | $2500  | $2940    |
| FSM - Estados Federados da Micronésia | $2510   | $2520   | $2510   | $2480   | $2640   | $2730  | $2900    |
| GTM - Guatemala                       | $2070   | $2220   | $2430   | $2640   | $2660   | $2740  | $2870    |
| VUT - Vanuatu                         | $1760   | $1950   | $2110   | $2460   | $2520   | $2630  | $2870    |
| GEO - Geórgia                         | $1360   | $1680   | $2090   | $2460   | $2540   | $2680  | $2860    |
| IRQ - Iraque                          | $0      | $1150   | $1450   | $2100   | $2310   | $2380  | $2640    |
| EGY - Egito                           | $1250   | $1350   | $1560   | $1880   | $2160   | $2420  | $2600    |
| LKA - Sri Lanka                       | $1210   | $1350   | $1540   | $1770   | $1970   | $2260  | $2580    |
| MNG - Mongólia                        | $890    | $1110   | $1390   | $1770   | $1760   | $1870  | $2320    |
| COG - República do Congo              | $980    | $1220   | $1400   | $1870   | $1980   | $2240  | $2270    |
| PHL - Filipinas                       | $1210   | $1310   | $1510   | $1770   | $1870   | $2060  | $2210    |
| KIR - Kiribati                        | $1780   | $1820   | $1830   | $1960   | $1840   | $2010  | $2110    |
| BTN - Butão                           | $1070   | $1350   | $1500   | $1520   | $1710   | $1870  | $2070    |
| BOL - Bolívia                         | $1030   | $1120   | $1240   | $1490   | $1640   | $1810  | $2040    |
| MDA - Moldávia                        | $890    | $1030   | $1160   | $1500   | $1570   | $1820  | $1980    |
| HND - Honduras                        | $1400   | $1480   | $1620   | $1760   | $1780   | $1870  | $1970    |
| UZB - Uzbequistão                     | $530    | $600    | $760    | $960    | $1130   | $1300  | $1510    |
| PNG - Papua-Nova Guiné                | $680    | $720    | $940    | $1100   | $1190   | $1300  | $1480    |
| GHA - Gana                            | $460    | $520    | $710    | $1040   | $1190   | $1250  | $1410    |
| IND - Índia                           | $730    | $810    | $950    | $1030   | $1150   | $1260  | $1410    |
| STP - São Tomé e Príncipe             | $740    | $820    | $920    | $1050   | $1170   | $1250  | $1360    |
| VNM - Vietname                        | $630    | $700    | $790    | $920    | $1030   | $1160  | $1260    |
| LSO - Lesoto                          | $840    | $910    | $950    | $1050   | $1080   | $1100  | $1220    |
| CMR - Camarões                        | $930    | $990    | $1060   | $1160   | $1210   | $1200  | $1210    |
| NGA - Nigéria                         | $630    | $840    | $970    | $1170   | $1160   | $1170  | $1200    |
| NIC - Nicarágua                       | $890    | $940    | $990    | $1060   | $1050   | $1100  | $1170    |
| ZMB - Zâmbia                          | $500    | $620    | $750    | $970    | $990    | $1070  | $1160    |
| LAO - Laos                            | $460    | $510    | $620    | $760    | $900    | $1010  | $1130    |
| PAK - Paquistão                       | $710    | $780    | $850    | $940    | $990    | $1050  | $1120    |
| SLB - Ilhas Salomão                   | $890    | $960    | $1020   | $1050   | $960    | $1030  | $1110    |
| CIV - Costa do Marfim                 | $870    | $900    | $950    | $1070   | $1160   | $1170  | $1100    |
| SEN - Senegal                         | $800    | $830    | $900    | $1020   | $1070   | $1080  | $1070    |
| YEM - Iêmen                           | $690    | $780    | $870    | $980    | $1070   | $1160  | $1070    |
| MRT - Mauritânia                      | $720    | $860    | $960    | $1080   | $1030   | $1000  | $1000    |
| KGZ - Quirguistão                     | $450    | $500    | $610    | $770    | $860    | $840   | $920     |
| TJK - Tajiquistão                     | $340    | $340    | $470    | $700    | $750    | $810   | $870     |
| KHM - Camboja                         | $460    | $520    | $590    | $670    | $700    | $750   | $830     |
| KEN - Quênia                          | $520    | $570    | $660    | $740    | $780    | $810   | $820     |
| BEN - Benim                           | $570    | $590    | $630    | $730    | $780    | $780   | $780     |
| BGD - Bangladesh                      | $480    | $500    | $520    | $570    | $640    | $700   | $770     |
| COM - Comores                         | $610    | $620    | $640    | $690    | $740    | $750   | $770     |
| HTI - Haiti                           | $400    | $410    | $560    | $620    | $670    | $650   | $700     |
| TCD - Chade                           | $430    | $460    | $500    | $550    | $650    | $710   | $690     |
| ZWE - Zimbabwe                        | $440    | $430    | $410    | $340    | $400    | $480   | $640     |
| GMB - Gâmbia                          | $390    | $400    | $450    | $530    | $590    | $610   | $610     |
| MLI - Mali                            | $390    | $410    | $470    | $520    | $560    | $600   | $610     |
| GNB - Guiné-Bissau                    | $410    | $420    | $450    | $500    | $550    | $580   | $600     |
| BFA - Burquina Fasso                  | $390    | $420    | $430    | $480    | $520    | $550   | $570     |
| RWA - Ruanda                          | $270    | $310    | $350    | $430    | $480    | $520   | $570     |
| TGO - Togo                            | $370    | $400    | $420    | $470    | $520    | $550   | $560     |
| NPL - Nepal                           | $290    | $320    | $350    | $400    | $440    | $490   | $540     |
| TZA - Tanzânia                        | $380    | $390    | $410    | $460    | $500    | $530   | $540     |
| UGA - Uganda                          | $300    | $340    | $380    | $420    | $470    | $500   | $510     |
| CAF - República Centro-Africana       | $340    | $360    | $380    | $420    | $450    | $470   | $470     |
| MOZ - Moçambique                      | $300    | $310    | $340    | $380    | $430    | $440   | $470     |
| GIN - Guiné                           | $420    | $340    | $330    | $350    | $380    | $390   | $440     |
| ERI - Eritreia                        | $250    | $250    | $260    | $250    | $290    | $340   | $430     |
| MDG - Madagáscar                      | $300    | $290    | $340    | $400    | $420    | $430   | $430     |
| ETH - Etiópia                         | $160    | $190    | $230    | $290    | $350    | $390   | $400     |
| NER - Níger                           | $260    | $280    | $290    | $330    | $340    | $360   | $360     |
| MWI - Malawi                          | $220    | $230    | $250    | $280    | $310    | $330   | $340     |
| SLE - Serra Leoa                      | $230    | $250    | $280    | $320    | $340    | $340   | $340     |
| BDI - Burundi                         | $140    | $160    | $170    | $190    | $210    | $230   | $250     |
| LBR - Libéria                         | $120    | $140    | $170    | $190    | $210    | $210   | $240     |
| COD - República Democrática do Congo  | $120    | $130    | $140    | $160    | $170    | $180   | $190     |
| MCO - Mónaco                          | $123100 | $134030 | $160180 | $185730 | $183150 | $0     | $*183150 |
| LIE - Liechtenstein                   | $92780  | $104210 | $111930 | $119330 | $137070 | $0     | $*137070 |
| SMR - San Marino                      | $40370  | $42770  | $45930  | $50400  | $0      | $0     | $*50400  |
| IMN - Ilha de Man                     | $38610  | $43630  | $48910  | $0      | $0      | $0     | $*48910  |
| KWT - Kuwait                          | $34650  | $41230  | $47790  | $54540  | $48980  | $48900 | $*48900  |
| AUS - Austrália                       | $30440  | $34330  | $37110  | $42270  | $43860  | $46200 | $*46200  |
| MAC - Macau                           | $23410  | $25880  | $33980  | $33640  | $36000  | $45460 | $*45460  |
| AND - Andorra                         | $32650  | $35620  | $37340  | $41750  | $0      | $0     | $*41750  |
| BRN - Brunei                          | $23210  | $27570  | $30720  | $33680  | $31800  | $0     | $*31800  |
| CYP - Chipre                          | $21490  | $22880  | $24240  | $27570  | $29710  | $29450 | $*29450  |
| NZL - Nova Zelândia                   | $24990  | $25570  | $27320  | $27960  | $28740  | $29350 | $*29350  |
| GRL - Gronelândia                     | $29690  | $30830  | $34060  | $30010  | $26020  | $0     | $*26020  |
| BHS - Bahamas                         | $24410  | $24760  | $24960  | $24920  | $23420  | $21970 | $*21970  |
| OMN - Omã                             | $11190  | $13110  | $15230  | $18750  | $18170  | $19260 | $*19260  |
| MLT - Malta                           | $14380  | $15270  | $16550  | $18740  | $18220  | $18620 | $*18620  |
| PRI - Porto Rico                      | $14530  | $14990  | $15500  | $16000  | $16300  | $16560 | $*16560  |
| BHR - Bahrein                         | $17400  | $18010  | $18670  | $18730  | $15880  | $15920 | $*15920  |
| BRB - Barbados                        | $11000  | $10750  | $11060  | $11610  | $12660  | $0     | $*12660  |
| LBY - Líbia                           | $6460   | $8410   | $10470  | $12670  | $12320  | $0     | $*12320  |
| SUR - Suriname                        | $3320   | $3990   | $5040   | $6350   | $7020   | $7640  | $*7640   |
| CUB - Cuba                            | $3960   | $4530   | $4990   | $5460   | $0      | $0     | $*5460   |
| IRN - Irão                            | $2550   | $2940   | $3520   | $4100   | $4520   | $0     | $*4520   |
| GUY - Guiana                          | $1090   | $1330   | $1780   | $2400   | $2640   | $2900  | $*2900   |
| SYR - Síria                           | $1500   | $1640   | $1880   | $2230   | $2570   | $2750  | $*2750   |
| TLS - Timor-Leste                     | $740    | $1180   | $1850   | $2900   | $2250   | $2730  | $*2730   |
| SDN - Sudão                           | $610    | $760    | $930    | $1140   | $1230   | $1300  | $*1300   |
| DMA - Dominica                        | $990    | $1050   | $1100   | $1200   | $1270   | $0     | $*1270   |
| PSE - Palestina                       | $1250   | $0      | $0      | $0      | $0      | $0     | $*1250   |
| AFG - Afeganistão                     | $230    | $270    | $300    | $290    | $370    | $410   | $*410    |
| ASM - Samoa Americana                 | $0      | $0      | $0      | $0      | $0      | $0     | $*0      |
| ABW - Aruba                           | $0      | $0      | $0      | $0      | $0      | $0     | $*0      |
| BMU - Bermudas                        | $0      | $0      | $0      | $0      | $0      | $0     | $*0      |
| CYM - Ilhas Caimã                     | $0      | $0      | $0      | $0      | $0      | $0     | $*0      |
| CUW - Curaçau                         | $0      | $0      | $0      | $0      | $0      | $0     | $*0      |
| FRO - Ilhas Feroé                     | $0      | $0      | $0      | $0      | $0      | $0     | $*0      |
| PYF - Polinésia Francesa              | $0      | $0      | $0      | $0      | $0      | $0     | $*0      |
| GUM - Guam                            | $0      | $0      | $0      | $0      | $0      | $0     | $*0      |
| PRK - Coreia do Norte                 | $0      | $0      | $0      | $0      | $0      | $0     | $*0      |
| MMR - Myanmar                         | $0      | $0      | $0      | $0      | $0      | $0     | $*0      |
| NCL - Nova Caledônia                  | $0      | $0      | $0      | $0      | $0      | $0     | $*0      |
| MNP - Marianas Setentrionais          | $0      | $0      | $0      | $0      | $0      | $0     | $*0      |
| SXM - São Martinho                    | $0      | $0      | $0      | $0      | $0      | $0     | $*0      |
| SOM - Somália                         | $0      | $0      | $0      | $0      | $0      | $0     | $*0      |
| SSD - Sudão do Sul                    | $0      | $0      | $0      | $0      | $0      | $0     | $*0      |
| MAF - São Martinho                    | $0      | $0      | $0      | $0      | $0      | $0     | $*0      |
| TCA - Turcas e Caicos                 | $0      | $0      | $0      | $0      | $0      | $0     | $*0      |
| VIR - Ilhas Virgens Americanas        | $0      | $0      | $0      | $0      | $0      | $0     | $*0      |
| ANT - Antilhas Holandesas             | $0      | $0      | $0      | $0      | $0      | $0     | $*0      |
| MYT - Mayotte                         | $0      | $0      | $0      | $0      | $0      | $0     | $*0      |